# Орленко Павло Дем'янович
Орленко Павло Дем'янович (2 жовтня 1934, с. Долинівка, Одеська область, УРСР, СРСР) — радянський і український художник по гриму.

## Життєпис
Народився 1934 р. в с. Долинівка Одеської обл. в родині селянина. 
Закінчив Одеське театрально-художнє училище (1957). 
З 1957 р. — художник-гример Одеської кіностудії художніх фільмів.
З 1963 р. викладав в Одеському театрально-художньому училищі.
Член Національної Спілки кінематографістів України.

## Фільмографія
Брав участь у створенні стрічок: 
- «Зміна починається о шостій» (1958)
- «Степові світанки» (1959)
- «Водив поїзди машиніст» (1961)
- «Дивак-людина» (1962)
- «Таємниця» (1963)
- «Дочка Стратіона» (1964)
- «Царі» (1964)
- «Іноземка» (1965)
- «Дубравка»
- «Пошук» (1967)
- «Золотий годинник» (1968)
- «Увага, цунамі!» (1969)
- «Крок з даху‎» (1970, у співавт.)
- «Зухвалість» (1971)
- «Вершники» (1972, т/ф, 2 а)
- «Увімкніть північне сяйво» (1972)
- «Про Вітю, про Машу і морську піхоту» (1973)
- «Відповідна міра» (1974)
- «Квіти для Олі», «Туфлі з золотими пряжками» (1976, т/ф)
- «Хліб дитинства мого» (1977)
- «Д'Артаньян та три мушкетери» (1978)
- «Багряні береги» (1979)
- «Клоун» (1980, т/ф, 2 с)
- «Куди він дінеться!» (1981, у співавт.))
- «Трест, що луснув» (1981, т/ф, 3 с.)
- «І повториться все...» (1984)
- «Сезон див» (1985)
- «На вістрі меча» (1986)
- «Точка повернення» (1986, у співавт.)
- «Мистецтво жити в Одесі» (1989, у співавт.)
- «Гу-га» (1989, у співавт.)
- «Викрадення Європи» (1992, у співавт.)
- «Як коваль щастя шукав» (1999)
- «На полі крові. Aceldama» (2001) та ін.